# Laguardia
Laguardia (en basc, Guardia) és un municipi d'Àlaba, de la quadrilla de Laguardia-Rioja Alabesa. Es troba en una zona alta i està envoltada d'una muralla que va fer aixecar el rei Sanç el Fort de Navarra. Encara es conserven cinc portes d'accés a la ciutat. Els seus nom són: Mercadal, Carnicerías, Paganos, San Juan, i Santa Engracia. Els seus carrers i racons conserven un gran sabor medieval. La seva economia està basada en la indústria del vi, amb elaboració pròpia, i nombrosos cellers.

## Topònim
L'origen de Laguardia rau en un castell fundat en el segle x pel rei navarrès Sanç Abarca. Aquest castell va rebre el nom de La Guàrdia de Navarra, nom que posava l'accent en la seva òbvia funció defensiva. Anys més tard, en 1164 el seu successor —Sanç el Savi— fundaria la vila, situant-la al costat del castell, com un baluard del regne en el seu flanc sud-occidental, on els navarresos lluitaven amb els castellans pel control de La Rioja. Durant l'edat mitjana va rebre noms com Leguarda, Gardia, Guàrdia, Guoardia, Lagarde, Lagardia i Laguoardia; fins que va quedar fixat en l'actual Laguardia.
Hi ha una certa controvèrsia sobre el nom basc de la localitat. A la fi del segle xix es va estendre erròniament la creença que, abans de la concessió de la carta de villazgo en 1164, la població de Laguardia s'havia anomenat Biasteri. Molts van veure en Biasteri un topònim d'origen basc i es van fer populars etimologies com bi haitz herri (‘poble de les dues penyes'). Això va dur a utilitzar Biasteri fins a dates recents com el nom en euskera de la localitat. No obstant això, en els últims anys del segle xx filòlegs i historiadors van arribar a la conclusió consensuada que Biasteri havia estat el nom antic de la veïna localitat de Viñaspre, no de Laguardia; i que, per tant, no era pertinent fer aquesta associació. Avui dia, l'Euskatlzaindia considera que el nom correcte en euskera de la localitat és Guardia. Actualment es fa servir la denominació bilingüe Laguardia/Guardia, si bé el nom oficial segueix sent Laguardia.

## Monuments i llocs d'interès
- Santa María de los Reyes, que fou probablement un monestir templer; i al seu costat hi ha una torre que es diu torre Abacial (prové d' ‘Abad'). Té una admirable façana gòtica amb un pòrtic que es conserva gairebé intacte, que va acabar de bastir-se en el segle xiv i que va ser policromat en el XVII. És un dels pocs pòrtics policromats que es conserven a Espanya —a Toro (Zamora) n'hi ha un altre. Les talles de les arquivoltes representen els apòstols; en el mainell hi ha representada la Verge dels Reis, ja que aquest pòrtic narra la vida de la Santa Verge. El timpà està dividit en tres parts, amb relleus historiats.
- San Juan, que va ser iniciada en estil romànic i conclosa en gòtic. Té una capella adossada, del segle xviii, consagrada a la Verge del Pilar. La portada sud és de finals del segle xii, d'estil romànic francès. La seva torre-campanar va pertànyer a un castell i més tard se li va afegir l'espadanya.
- L'Ermita de Santa María de Berberana, romànica. És l'única església en tota la Rioja que té un absis quadrat. A la capella de La Piedad hi ha la tomba del poeta Félix Maria Samaniego.
- L'Ajuntament, renaixentista.
- El Convent dels Caputxins.
- La Casa de la Primícia.
- La Plaça Major.
- Les restes prehistòriques d'alguns dòlmens i un poblat celtiber en la localitat de La Hoya. Estany celtiber.
- Casa natal del poeta i faulista Félix María Samaniego.

## Agermanaments
- Vairas

## Persones il·lustres
- Félix María Samaniego (1745–1801), faulista del segle xviii.
- José Cardiel (1704–1782), missioner jesuïta, explorador de la Patagònia argentina.